# Demain à Nanguila
Pour plus de détails, voir Fiche technique et Distribution.
Demain à Nanguila est un court-métrage documentaire malien réalisé par Joris Ivens d'après un scénario écrit par Catherine Varlin et sorti en 1960.

## Synopsis
Le film, semi-documentaire, montre la nouvelle physionomie d'un village soudanais depuis l'avènement de la République du Mali. 
Il raconte l'histoire de Moussa, qui a quitté son village natal de Nanguila pour réussir à Bamako. Mais à la capitale, il n'a fait que vivre d'expédients et a même échoué dans un centre de détention. A présent, il a compris que sa vraie place est auprès des siens, dans le village de son enfance qu'il va aider à trouver un souffle nouveau maintenant que l'indépendance est là.

## Fiche technique
- Réalisation : Joris Ivens
- Scénario et commentaire : Catherine Varlin
- Musique : Suzanne Baron, Louis Bessières
- Photographie : Pierre Guéguen, Louis Miaille
- Montage : Hélène Arnal, Gisèle Chézeau
- Production : Gisèle Rébillon
- Société de production : Société Franco-Africaine de Cinéma (Sofracima)
- Sociétés de distribution
  - Sofradis (années 1960)
  - Tamasa Distribution (actuelle)
- Pays d'origine :  Mali- France
- Genre : semi-documentaire
- Durée : 50 minutes
- Date de sortie en France : 21 mars 1968

## Distribution
- Sidibé Moussa : le jeune villageois
- la voix de Roger Pigaut : le narrateur

## Autour du film
- Premier film malien à être distribué après l'indépendance du pays en 1960
- Le film a été tourné pendant cinq semaines en juin et juillet avant la saison des pluies au village de Nanguila, dans la Haute Vallée du Niger. Joris Ivens avait avec lui huit techniciens africains et six européens.